# Latvastenjärvi
Latvastenjärvi eller Latvaistenjärvi är en sjö i Finland. Den ligger i kommunen Pyhäjärvi i landskapet Norra Österbotten, i den centrala delen av landet, 400 km norr om huvudstaden Helsingfors. Latvastenjärvi ligger 153 meter över havet. Arean är 48,8 hektar och strandlinjen är 3,04 kilometer lång. Sjön  ingår i Kalajoki älvs huvudavrinningsområde.   I omgivningarna runt Latvastenjärvi växer i huvudsak blandskog.